# Коэффициент удержания
Коэффициент удержания (англ. Retention ratio, plowback ratio) — экономический показатель, который показывает долю прибыли компании, которая не выплачивается в виде дивидендов, но зачисляется на счёт «Нераспределённая прибыль». Это противоположный показатель коэффициенту выплаты дивидендов (англ. Dividend payout ratio):
Коэффициент удержания = 1 — Коэффициент выплаты дивидендов = Чистая прибыль — Объявленные дивиденды/Чистая прибыль = Нераспределённая прибыль/Чистая прибыль
Коэффициент выплаты дивидендов — это сумма дивидендов, которую компания выплачивает, делённая на чистую прибыль. Эта формула может быть изменена, чтобы показать, что коэффициент удержания плюс коэффициент выплаты дивидендов равен 1, или по существу 100%. То есть сумма, выплаченная в виде дивидендов, плюс сумма, которую хранит компания, составляет всю чистую прибыль.
Коэффициент удержания сравнивается с другими предприятиями в той же отрасли. Низкий коэффициент удержания не всегда является плохим знаком. Предприятия в сфере услуг могут иметь очень низкий коэффициент удержания, потому что им не нужно вкладывать значительные средства в разработку новых продуктов. С другой стороны, стартап-технологические предприятия могут иметь коэффициент удержания около 100%, поскольку акционеры могут посчитать, что реинвестирование прибыли может принести большую прибыль инвесторам в будущем.